# BMW R 1200 RT
BMW R 1200 RT – niemiecki motocykl sportowo-turystyczny produkowany przez BMW od 2005 roku. Jest następcą BMW R 1150 RT.

## Dane techniczne/Osiągi
Silnik: bokser 4
Pojemność silnika: 1170 cm³
Moc maksymalna: 109 KM/7500 obr./min
Maksymalny moment obrotowy: 120 Nm/6000 obr./min
Prędkość maksymalna: 223 km/h
Przyspieszenie 0–100 km/h: 3,9 s